# Domenico Gabrielli
Domenico Gabrielli (15 avril 1651 ou 19 octobre 1659 – 10 juillet 1690) est un compositeur et violoncelliste italien,  apparemment sans lien de parenté avec les compositeurs vénitiens Andrea Gabrieli et Giovanni Gabrieli.
Né à  Bologne, il a joué dans l'orchestre de la basilique San Petronio et a été membre, et un moment président,  de l'Accademia Filarmonica di Bologna. Durant les années 1680 il a également été musicien à la cour du duc Francesco II d'Este de Modène.
Gabrielli a composé une dizaine d'opéras et quatre oratorios. Il est connu pour avoir composé les premières œuvres pour violoncelle seul (sept ricercari) et a écrit également des sonates pour violoncelle et des œuvres pour violon et violoncelle. Ses propres interprétations sur cet instrument lui ont valu le surnom de Mingain (ou Minghino) dal viulunzeel, signifiant en dialecte "Dominique du violoncelle".